# Auckland (vùng)
Vùng Auckland là một trong 16 vùng của New Zealand, được đặt tên theo thành phố Auckland. Vùng này gồm khu vực trung tâm Auckland, nhiều thị trấn nhỏ, vùng quê, và các đảo thuộc Vịnh Hauraki. Là nơi cư ngụ của 34 phần trăm dân cư cả nước, khiến nó trở thành vùng có dân cư đông đúc và kinh tế phát triển nhất New Zealand, dù diện tích chỉ nhỏ thứ hai.
Từ ngày 1 tháng 11 năm 2010, Vùng Auckland chính thức trở thành một giới chức đơn nhất (unitary authority) được vận hành bởi Hội đồng Auckland, thay cho hội đồng vùng và 7 hội đồng địa phương. Khi đó, một khu vực ở góc tây nam được chuyển qua cho Vùng Waikato. Tên "Vùng Auckland" hiện chỉ được dùng trong một số trường hợp.

## Dân tộc

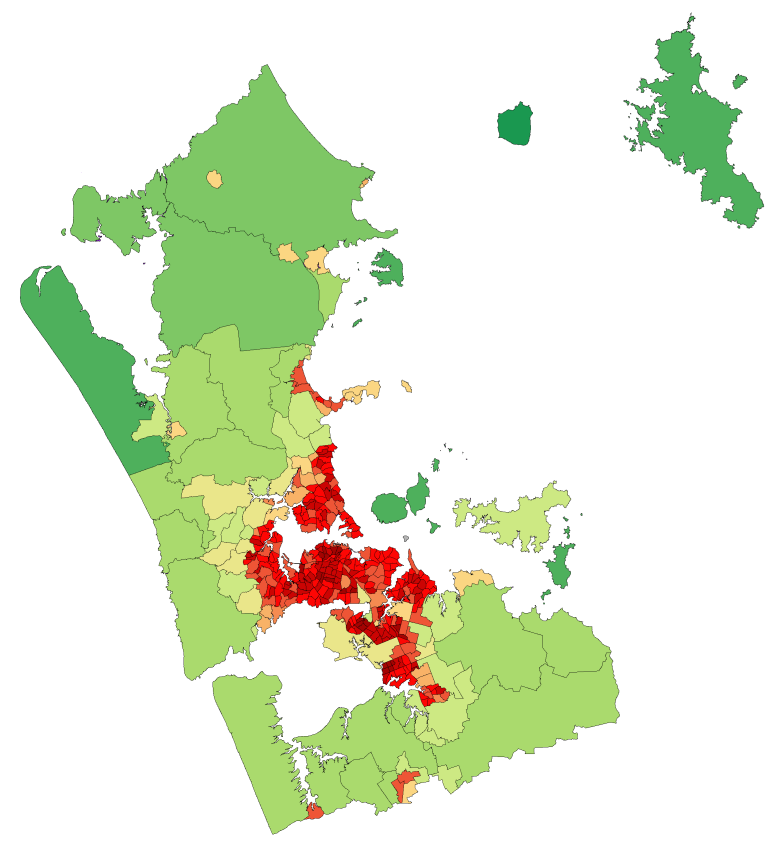
Bản đồ mật độ dân số tại Vùng Auckland theo điều tra năm 2006.

## Địa lý

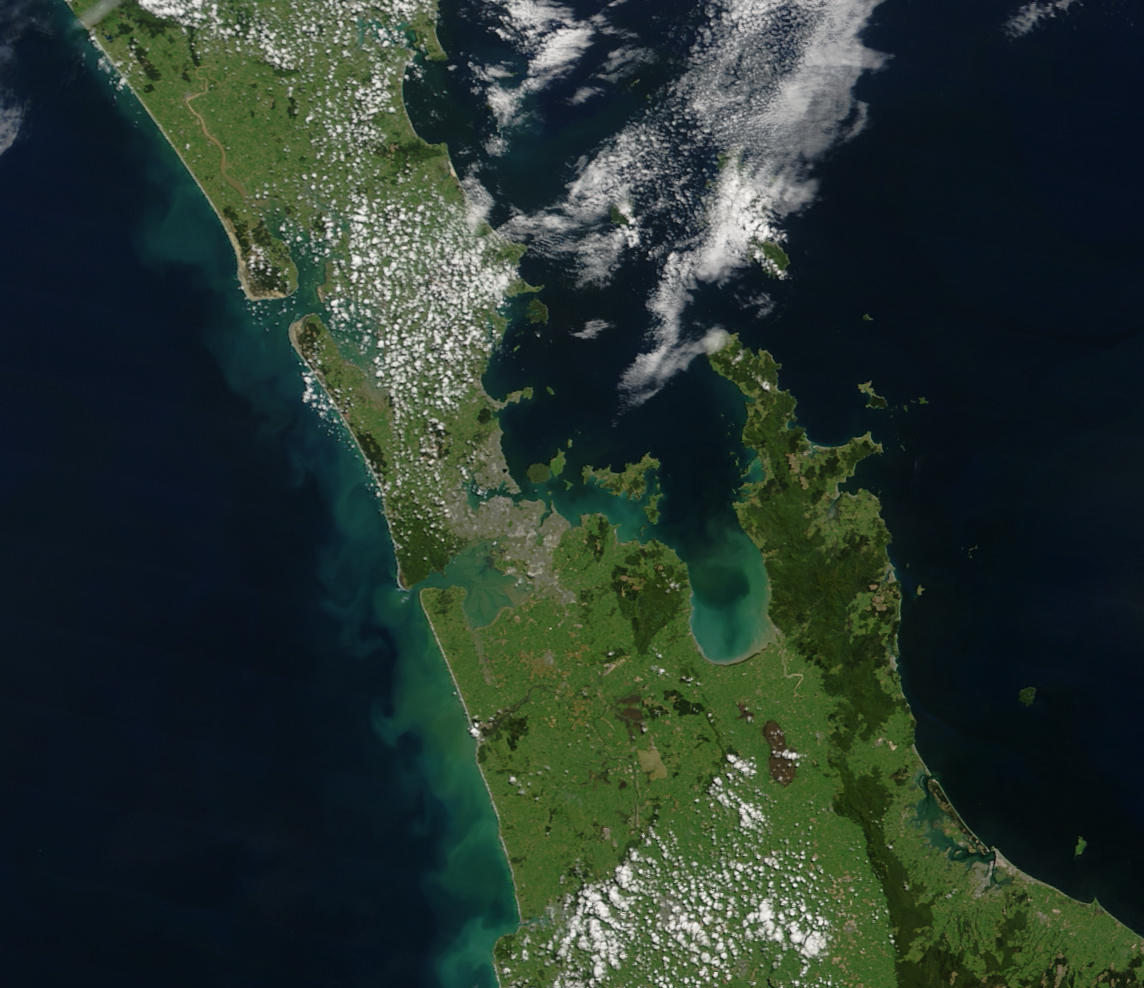
Ảnh chụp vệ tinh của Vùng Auckland có thể thấy Auckland là một mảng nâu nâu ở giữa, với Vịnh Hauraki bên phải.

| # | Khu vực thành thị | Dân số (ước tính tháng 6. 2015) | % của vùng |
| - | ----------------- | ------------------------------- | ---------- |
| 1 | Auckland          | 1.454.300                       | 92.6%      |
| 2 | Pukekohe          | 29.000                          | 1.8%       |
| 3 | Waiuku            | 9.150                           | 0.6%       |
| 4 | Waiheke Island    | 8.900                           | 0.6%       |
| 5 | Snells Beach      | 4.650                           | 0.6%       |
| 6 | Warkworth         | 4.500                           | 0.3%       |
| 7 | Helensville       | 2.880                           | 0.2%       |
| 8 | Wellsford         | 1.900                           | 0.1%       |

## Thống kê
| Tiêu chí (2007–2008)                    | Vùng Auckland | New Zealand   | Chiếm tỷ lệ % |
| --------------------------------------- | ------------- | ------------- | ------------- |
| Dân số                                  | 1,432,200     | 4,268,500     | 34            |
| Diện tích (km2)                         | 5600          | 275,400       | 2             |
| Nhập khẩu (tấn gross)                   | 14.1 triệu    | 79.2 triệu    | 18            |
| Xuất khẩu (tấn gross)                   | 8.3 triệu     | 73.4 triệu    | 11            |
| Tổng sản phẩm nội địa (GDP) ($)         | 42,200 triệu  | 155,400 triệu | 27            |
| Passenger transport – bus – boardings   | 43,165,200    | 92,777,200    | 47            |
| Passenger transport – rail – boardings  | 6,794,100     | 18,346,600    | 37            |
| Passenger transport – ferry – boardings | 4,374,600     | 4,695,000     | 93            |
| Vehicle kilometres travelled            | 12,200 triệu  | 40,200 triệu  | 30            |
| Fatalities (transport system)           | 81            | 366           | 22            |
| State highways, all types (km)          | 335           | 10,906        | 3             |
| State highways, motorways (km)          | 106           | 172           | 62            |